# Michael Greis
Michael „Michi“ Greis (* 18. August 1976 in Füssen) ist ein ehemaliger deutscher Biathlet und heutiger Biathlontrainer.
Greis gewann drei Goldmedaillen bei den Olympischen Winterspielen 2006 sowie drei Mal Gold bei Weltmeisterschaften. Außerdem konnte er in der Saison 2006/07 den Gesamtweltcup für sich entscheiden. Der Hauptfeldwebel war Mitglied der Sportfördergruppen der Bundeswehr. Am 5. Dezember 2012 erklärte Greis seinen Rücktritt vom Leistungssport.

## Kindheit und Ausbildung
Der Sohn eines Bestattungsunternehmers wuchs in Nesselwang im Allgäu auf. Michael Greis hat eine ein Jahr ältere Schwester, die selbst Biathlon betrieb. Nach der Schule absolvierte er eine Ausbildung zum Kommunikations-Elektriker (Fachrichtung Informationstechnik), worauf das Fachabitur an einem Telekolleg folgte.
Ein begonnenes Studium im Fach Internationales Management an der Fachhochschule Ansbach schloss Greis, wegen des großen Zeitaufwands, nicht ab.

## Sportliche Karriere

### Anfänge und Etablierung im Weltcupteam
Michael Greis begann als alpiner Skiläufer, ehe er im Alter von elf Jahren beim SK Nesselwang zum Skilanglauf wechselte. Gemeinsam mit älteren Sportlern lernte er dort später unter Anleitung des früheren Weltklasseathleten Andreas Schweiger den Biathlonsport kennen, bei dem er blieb. Im Alter von 20 Jahren erhielt Greis eine Bataillonsstelle bei der Bundeswehr und fing ab 1996 in Ruhpolding an, unter Fritz Fischer zu trainieren. Bereits ein Jahr später belegte Greis bei den deutschen Meisterschaften einen dritten Platz.
Nach guten Resultaten im Europacup sowie dem Sieg mit der Staffel und dem zweiten Platz in der Verfolgung bei den Europameisterschaften 2001 in Haute-Maurienne wurde Michael Greis Ende der Saison 2000/01 erstmals im Biathlon-Weltcup eingesetzt. Bei der olympischen Generalprobe im US-amerikanischen Soldier Hollow lief er seine ersten Weltcup-Rennen. Nach einem 66. Platz in seinem allerersten Rennen überraschte der Allgäuer mit zwei sechsten Plätzen im Sprint und der Verfolgung. In den folgenden Wochen kam Greis zu sporadischen Einsätzen, erreichte jedoch keine nennenswerten Platzierungen. Erstmals intensiver auf sich aufmerksam machte Greis im Januar 2002 in Oberhof, als er in Sprint und Verfolgung die Plätze 7 und 5 belegte. Eine Woche später erreichte er hinter dem Franzosen Raphaël Poirée mit dem zweiten Platz im Sprint von Ruhpolding seine erste Podestplatzierung.
Ab diesem Zeitpunkt gehörte Greis zum festen Weltcupkader und wurde auch bei den Olympischen Winterspielen 2002 eingesetzt. Dort erreichte er in Sprint und Verfolgung die Plätze 15 und 16. Nach den Olympischen Spielen wurde Greis in Östersund wie bereits in Ruhpolding erneut Zweiter im Sprint, diesmal hinter seinem Mannschaftskollegen Sven Fischer. Seine zweite Weltcup-Saison beendete Greis als 17. des Gesamtweltcups. In der Saison 2002/03 war Greis erstmals von Saisonbeginn an bei jeder Weltcupstation am Start. Obwohl er wesentlich mehr Rennen bestritt als in der Vorsaison, gelangen ihm nur zwei Top-10-Platzierungen, davon ein 5. Platz bei der letzten Weltcupstation in Östersund. Bei den Weltmeisterschaften 2003 startete Greis lediglich im Sprint, wo er mit einem 29. Platz ebenfalls nicht überzeugen konnte. Als 26. des Gesamtweltcups verschlechterte er sich im Vergleich zum Vorjahr. Ein Erfolg in dieser Saison war für Greis aber gemeinsam mit Martina Glagow der Gewinn der erstmals in der Arena Auf Schalke in Gelsenkirchen ausgetragenen World Team Challenge.

### Erste Erfolge bei Weltmeisterschaften
Wesentlich erfolgreicher verlief für den Allgäuer hingegen die Saison 2003/04. Beim Weltcup in Pokljuka im Januar 2004 wurde Greis im Massenstart Dritter und musste sich nur hauchdünn den beiden Norwegern Halvard Hanevold und Ole Einar Bjørndalen geschlagen geben. Zwei weitere Platzierungen unter den besten zehn Athleten erreichte Greis beim vor den Weltmeisterschaften stattfindenden Weltcup in Antholz. Durch die Plätze 5 im Sprint und 9 in der Verfolgung bei den Weltmeisterschaften 2004 in Oberhof empfahl sich Greis, der zuvor erst drei Mal in einer deutschen Staffel im Weltcup eingesetzt worden war, für das Staffelrennen. Gemeinsam mit Frank Luck, Ricco Groß und Sven Fischer wurde Michael Greis als Schlussläufer Weltmeister mit der deutschen Biathlonstaffel, die bei 40 Schüssen lediglich zwei Nachlader benötigte. Auch die Rennen nach den Weltmeisterschaften verliefen für Greis recht erfolgreich, im amerikanischen Fort Kent gelang ihm zum dritten Mal in seiner Karriere ein zweiter Platz in einem Weltcuprennen. Beenden konnte Greis die Saison als 13. des Gesamtweltcups, er erreichte mehr als doppelt so viele Weltcuppunkte wie in der Vorsaison.
In der Saison 2004/05 konnte Greis sich weiter steigern. Anfang Dezember gelang es ihm in Oslo mit den Plätzen 6, 5 und 9 zum ersten Mal in seiner Karriere, alle drei an einem Weltcup-Ort ausgetragenen Rennen unter den Top 10 zu beenden. Ebenso gelang es Greis in dieser Saison auch regelmäßig, sich unter den Top 30 zu platzieren und somit Weltcuppunkte zu erlangen. Im Februar 2005 gewann Greis bei der olympischen Generalprobe in San Sicario bei Cesana Torinese (Italien) sein erstes Weltcuprennen: Im Einzel siegte er mit einer fehlerfreien Schießleistung vor den drei Russen Sergei Tschepikow, Sergei Roschkow und Iwan Tscheresow. Bei den Weltmeisterschaften im März 2005 in Hochfilzen gewann Greis mit einem Rückstand von nur knapp zehn Sekunden auf den Tschechen Roman Dostál Silber im Einzelrennen über 20 Kilometer, seine erste Einzelmedaille bei Großereignissen. Auch die weiteren WM-Rennen verliefen für ihn mit den Plätzen 6 im Sprint, 5 in der Verfolgung sowie 10 im Massenstart erfolgreich. Obwohl Greis auch in der Staffel eine gute Einzelleistung zeigte, reichte es aufgrund der schwächeren Ergebnisse der übrigen drei Athleten nur zu einem 6. Platz. Beenden konnte Greis die Saison als Gesamtneunter und damit erstmals unter den besten zehn Athleten der Gesamtwertung, mit dem Einzel-Disziplinenweltcup gewann er auch seine erste Weltcupwertung. Darüber hinaus gewann Greis zum Abschluss dieser Saison gemeinsam mit Uschi Disl, Kati Wilhelm und Ricco Groß die Bronzemedaille in der Mixed-Staffel. Im Sommer 2005 siegte er außerdem beim erstmals ausgetragenen City-Biathlon in Püttlingen.

### Triumph bei Olympia 2006
Nachdem die deutschen Athleten die erste Weltcupstation zur Vorbereitung ausgelassen hatten, begann die Saison 2005/06 für Michael Greis überaus erfolgreich. Gleich in seinem ersten Saisonrennen erreichte er Anfang Dezember in Hochfilzen Platz 3 im Einzel, eine Woche später dreimal Platz 4 in Osrblie. Zu Beginn des Jahres 2006 gelangen ihm mit Platz 4 in Oberhof, Platz 3 in Ruhpolding sowie Platz 6 in Antholz weitere gute Ergebnisse, sodass er zwischenzeitlich auf dem zweiten Platz des Gesamtweltcups lag.
Der bis zu diesem Zeitpunkt größte Erfolg seiner Karriere gelang Michael Greis am 11. Februar 2006 zum Auftakt der Olympischen Winterspiele 2006 in Turin, als er im Einzel über 20 km erster Olympiasieger der Spiele wurde. Mit nur einem Schießfehler beim ersten Stehendschießen sowie der drittschnellsten Laufzeit konnte er sich vor dem Norweger Ole Einar Bjørndalen behaupten. Dies war der zweite Sieg in der Karriere von Michael Greis, an gleicher Stelle, an der er im Jahr 2005 auch seinen ersten feiern konnte. Nach einem unbefriedigenden 33. Platz im drei Tage später stattfindenden Sprintrennen konnte sich Greis in der Verfolgung noch bis auf Rang 8 nach vorne kämpfen.
Die deutsche Staffel galt, nachdem sie drei von vier Saisonrennen gewonnen hatte, auch bei den Olympischen Spielen als Favorit. Gemeinsam mit seinen Mannschaftskollegen Ricco Groß, Michael Rösch und Sven Fischer sicherte sich Michael Greis am 21. Februar 2006 mit der deutschen Staffel den Sieg vor Russland und Frankreich und gewann damit sein zweites Olympiagold. Greis war der achte Biathlet, dem es gelang, sowohl olympisches Einzel- als auch Staffelgold zu erreichen. Am 25. Februar 2006 gewann Michael Greis im erstmals olympischen Massenstartrennen über 15 km seine dritte Goldmedaille bei diesen Spielen vor dem Polen Tomasz Sikora und dem norwegischen Favoriten Ole Einar Bjørndalen. Damit ist Greis der erste deutsche Olympiateilnehmer, der im Verlauf ein und derselben Olympischen Winterspiele drei Goldmedaillen gewinnen konnte. Bei Olympia 2006 war nur der südkoreanische Shorttrack-Läufer Ahn Hyun-soo erfolgreicher, der dreimal Gold und einmal Bronze gewinnen konnte. Da Greis nach den Olympischen Spielen nur noch beim Sprint in Pokljuka am Start war und bei den letzten acht Saisonrennen aufgrund von Zahnproblemen nicht antrat, fiel er im Gesamtweltcup vom 3. Platz, den er nach Olympia belegt hatte, noch auf den 10. Platz zurück. In dieser Weltcup-Phase wurden jedoch keine Einzelrennen mehr ausgetragen, sodass Greis bereits wie in der Vorsaison als Gewinner des Einzel-Disziplinenweltcups feststand.

### Gesamtweltcupsieger der Saison 2006/07

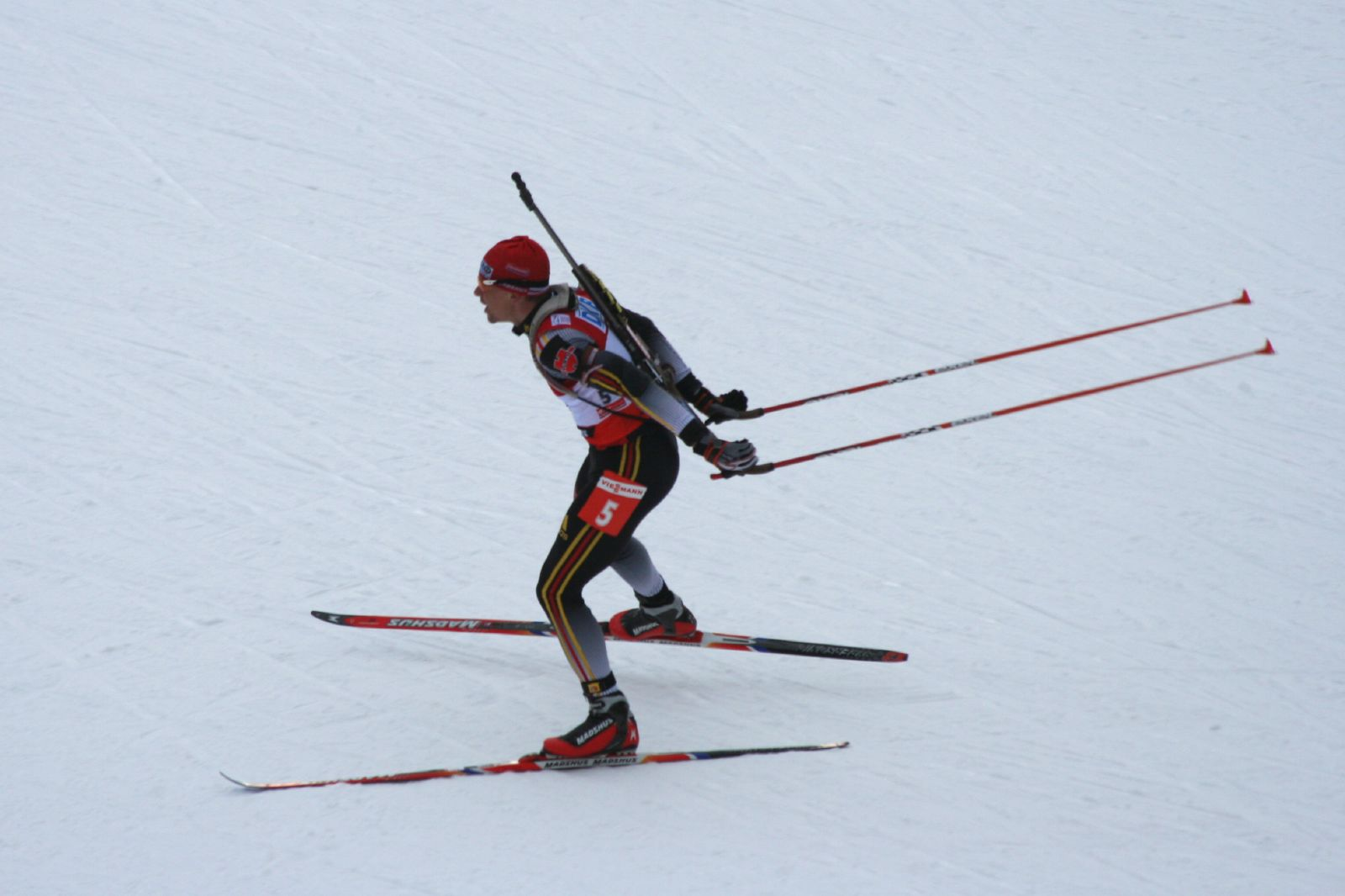
Greis im Februar 2007

Die Saison 2006/07 begann mit zwei dritten Plätzen zum Auftakt in Östersund sowie dem zweiten Platz im Sprint von Hochfilzen für Michael Greis sehr erfolgreich. Trotzdem stand er im Schatten von Ole Einar Bjørndalen, der die ersten fünf Saisonrennen allesamt gewinnen konnte, bei den als Ersatz für Osrblie eine Woche später erneut in Hochfilzen ausgetragenen Weltcups jedoch nicht am Start war. Sein erster Weltcupsieg der Saison 2006/07 gelang Michael Greis beim Sprintrennen in Hochfilzen am 14. Dezember 2006, durch einen 9. Platz im zweiten Sprintrennen übernahm Greis erstmals in seiner Karriere das Gelbe Trikot des Weltcupführenden. Von den deutschen Sportjournalisten wurde Greis im Dezember als erster Biathlet überhaupt zum Sportler des Jahres 2006 gewählt.
Das erste Rennen im Jahr 2007 in Oberhof war auch das erste Rennen in seiner Karriere, bei dem Michael Greis im Gelben Trikot antrat. Er erreichte im Sprint den 2. Platz hinter dem Russen Nikolai Kruglow. Durch einige etwas schwächere Resultate verlor Greis das Gelbe Trikot in Ruhpolding an Bjørndalen, konnte es sich jedoch in Pokljuka zurückerobern, da der Norweger auch diese Weltcupstation ausließ.
Die Biathlon-Weltmeisterschaften 2007 in Antholz begannen mit den Plätzen 19 im Sprint und 12 in der Verfolgung für Michael Greis zunächst unbefriedigend. In den weiteren Rennen der WM konnte Greis sich jedoch steigern. Im Einzelrennen über 20 Kilometer holte er hinter dem Franzosen Raphaël Poirée Silber, mit der Staffel gewann er die Bronzemedaille. Im abschließenden Massenstartrennen gewann er mit der besten Laufzeit trotz zweier Schießfehler im ersten Stehendschießen Gold vor seinem Mannschaftskollegen Andreas Birnbacher, womit er seinen Medaillensatz von Antholz komplettieren konnte. Mit dieser Einzelgoldmedaille ist Michael Greis nach den beiden Deutschen Mark Kirchner und Sven Fischer, den zwei Norwegern Halvard Hanevold und Ole Einar Bjørndalen sowie dem Russen Nikolai Kruglow der sechste Biathlet, der sowohl bei Weltmeisterschaften als auch bei Olympischen Winterspielen Einzel- und Staffelgold gewinnen konnte.
Beim ersten Weltcupwochenende nach den Weltmeisterschaften im finnischen Lahti war Bjørndalen erneut nicht am Start, sodass Greis seinen Vorsprung auf den Norweger im Gesamtweltcup ausbauen konnte. Bei der vorletzten Weltcupstation in Oslo gingen die Podestplätze in den drei Rennen fast ausnahmslos an Greis, Poirée und Bjørndalen, die somit vor den letzten Weltcuprennen im russischen Chanty-Mansijsk eng beieinander an der Spitze der Gesamtwertung lagen. Poirée beendete jedoch bereits zu diesem Zeitpunkt seine Weltcupkarriere. Nachdem Bjørndalen im Sprintrennen von Chanty-Mansijsk nur Platz 48 belegt hatte, reichte Greis in der Verfolgung ein 16. Platz, um sich bereits vorzeitig den Gewinn des Gesamtweltcups zu sichern, im letzten Saisonrennen belegte er im Massenstart hinter dem Russen Iwan Tscheresow den zweiten Platz.
Nach dem Gesamtweltcup-Sieg von Sven Fischer im Jahr 1999 war der Erfolg von Greis nach acht Jahren der erste Gesamtweltcupsieg, der nicht an Raphaël Poirée oder Ole Einar Bjørndalen ging. Zwei Tage zuvor wurde Greis bereits die kleinere Kristallkugel für den Gewinn des Sprint-Disziplinweltcups überreicht. Greis profitierte jedoch davon, dass sein Konkurrent Ole Einar Bjørndalen knapp ein Drittel der Saisonrennen ausgelassen hatte. Während Bjørndalen elf Rennen für sich entscheiden konnte, gewann Greis im Verlauf der Saison nur zwei Saisonrennen. Trotzdem lag Greis, der alle Saisonrennen mitgelaufen war, mit 794 Punkten am Ende 58 Punkte vor dem Norweger.

### Von den Olympischen Spielen 2010 in Vancouver bis zum Rücktritt
Michal Greis konnte in keinem der vier Einzelwettbewerbe der Olympischen Winterspiele 2010 einen Podestplatz erreichen (Fünfter in der Verfolgung und Staffel, Zehnter in Einzel und Massenstart und 21. im Sprint), war aber dreimal bester deutscher Starter im Biathlonteam der Männer. Die Saison 2011/12 begann mit durchwachsenen Leistungen, nach etwa einem Drittel der Saison fiel Greis für den Rest der Saison aus gesundheitlichen Gründen aus. Für die folgende Saison versuchte er sich noch einmal heran zu kämpfen, kam aber beim Saisonauftakt in Östersund nicht unter die besten 60 des Einzels. Während des Rennens reifte der Entschluss zum Rücktritt, die beiden folgenden Rennen bestritt er schon nicht mehr. Am 5. Dezember 2012 trat Greis vom Biathlonsport zurück. Nach dem Rücktritt wollte sich Greis intensiver seinem Studium widmen.

## Nach dem Leistungssport
Von Mitte 2016 bis Anfang 2018 war Michael Greis als Trainer für die Schweizer Nachwuchsbiathleten auf der Lenzerheide zuständig. In der Saison 2018/19 betreute er als Cheftrainer die US-amerikanische Biathlonmannschaft der Herren. Seine Aufgabe war unter anderem, in Lake Placid eine junge Mannschaft aufzubauen. Bereits nach einem Jahr wechselte er als Cheftrainer zur polnischen Damenmannschaft.
Gelegentlich kommentierte Greis für Eurosport die Weltcuprennen. Er ist Botschafter des Vereins Athletes for Ukraine.

## Statistik

### Olympische Winterspiele
| Olympische Winterspiele | Olympische Winterspiele | Einzel | Sprint | Verfolgung | Massenstart | Staffel |
| Jahr                    | Ort                     | Einzel | Sprint | Verfolgung | Massenstart | Staffel |
| ----------------------- | ----------------------- | ------ | ------ | ---------- | ----------- | ------- |
| 2002                    | Salt Lake City          | –      | 15.    | 16.        | –           | –       |
| 2006                    | Turin                   | (1.)   | 33.    | 8.         | (1.)        | (1.)    |
| 2010                    | Vancouver               | 10.    | 21.    | 5.         | 10.         | 5.      |

### Weltmeisterschaften
| Weltmeisterschaften | Weltmeisterschaften | Einzel                               | Sprint                               | Verfolgung                           | Massenstart                          | Staffel                              | Mixed-Staffel     |
| Jahr                | Ort                 | Einzel                               | Sprint                               | Verfolgung                           | Massenstart                          | Staffel                              | Mixed-Staffel     |
| ------------------- | ------------------- | ------------------------------------ | ------------------------------------ | ------------------------------------ | ------------------------------------ | ------------------------------------ | ----------------- |
| 2003                | Chanty-Mansijsk     | –                                    | 29.                                  | DNS                                  | –                                    | –                                    | Nicht ausgetragen |
| 2004                | Oberhof             | –                                    | 5.                                   | 9.                                   | 21.                                  | 1.                                   | Nicht ausgetragen |
| 2005                | Hochfilzen          | 2.                                   | 6.                                   | 5.                                   | 10.                                  | 6.                                   | Nicht ausgetragen |
| 2005                | Chanty-Mansijsk     | In Hochfilzen ausgetragen            | In Hochfilzen ausgetragen            | In Hochfilzen ausgetragen            | In Hochfilzen ausgetragen            | In Hochfilzen ausgetragen            | 3.                |
| 2006                | Pokljuka            | Olympische Winterspiele in Turin     | Olympische Winterspiele in Turin     | Olympische Winterspiele in Turin     | Olympische Winterspiele in Turin     | Olympische Winterspiele in Turin     | –                 |
| 2007                | Antholz             | 2.                                   | 19.                                  | 12.                                  | 1.                                   | 3.                                   | 5.                |
| 2008                | Östersund           | 36.                                  | –                                    | –                                    | 13.                                  | 3.                                   | 1.                |
| 2009                | Pyeongchang         | 19.                                  | 7.                                   | 13.                                  | DNF                                  | 3.                                   | 3.                |
| 2010                | Chanty-Mansijsk     | Olympische Winterspiele in Vancouver | Olympische Winterspiele in Vancouver | Olympische Winterspiele in Vancouver | Olympische Winterspiele in Vancouver | Olympische Winterspiele in Vancouver | –                 |
| 2011                | Chanty-Mansijsk     | 7.                                   | 9.                                   | 11.                                  | 20.                                  | 7.                                   | 2.                |
| 2012                | Ruhpolding          | 11.                                  | 26.                                  | 23.                                  | 22.                                  | 3.                                   | –                 |

### Weltcupwertungen
Ergebnisse bei Biathlon-Weltcups (Disziplinen- und Gesamtweltcup) gemäß Punktesystem
| Saison  | Einzel | Einzel | Sprint                             | Sprint                             | Verfolgung                         | Verfolgung                         | Massenstart                        | Massenstart                        | Gesamt | Gesamt |
| Saison  | Punkte | Platz  | Punkte                             | Platz                              | Punkte                             | Platz                              | Punkte                             | Platz                              | Punkte | Platz  |
| ------- | ------ | ------ | ---------------------------------- | ---------------------------------- | ---------------------------------- | ---------------------------------- | ---------------------------------- | ---------------------------------- | ------ | ------ |
| 2000/01 | –      | –      | 34                                 | 46.                                | 34                                 | 33.                                | –                                  | –                                  | 68     | 46.    |
| 2001/02 | –      | –      | 165                                | 8.                                 | 123                                | 15.                                | 17                                 | 34.                                | 305    | 17.    |
| 2002/03 | 21     | 31.    | 73                                 | 26.                                | 63                                 | 24.                                | 38                                 | 23.                                | 195    | 26.    |
| 2003/04 | 42     | 18.    | 175                                | 11.                                | 127                                | 15.                                | 79                                 | 11.                                | 433    | 13.    |
| 2004/05 | 130    | 1.     | 204                                | 9.                                 | 182                                | 12.                                | 61                                 | 14.                                | 594    | 9.     |
| 2005/06 | 133    | 1.     | 172                                | 13.                                | 85                                 | 21.                                | 80                                 | 19.                                | 470    | 10.    |
| 2006/07 | 135    | 2.     | 299                                | 1.                                 | 191                                | 5.                                 | 135                                | 7.                                 | 794    | 1.     |
| 2007/08 | 6      | 51.    | 233                                | 4.                                 | 220                                | 4.                                 | 125                                | 4.                                 | 596    | 4.     |
| 2008/09 | 146    | 1.     | 306                                | 4.                                 | 231                                | 4.                                 | 72                                 | 26.                                | 804    | 4.     |
| 2009/10 | 83     | 11.    | 251                                | 10.                                | 76                                 | 28.                                | 111                                | 18.                                | 537    | 13.    |
| 2010/11 | 113    | 5.     | 293                                | 5.                                 | 172                                | 10.                                | 129                                | 11.                                | 707    | 6.     |
| 2011/12 | 39     | 27.    | 85                                 | 38.                                | 71                                 | 35.                                | 19                                 | 43.                                | 214    | 40.    |
| 2012/13 | 0      | –      | Karriereende: Nicht mehr gestartet | Karriereende: Nicht mehr gestartet | Karriereende: Nicht mehr gestartet | Karriereende: Nicht mehr gestartet | Karriereende: Nicht mehr gestartet | Karriereende: Nicht mehr gestartet | 0      | –      |

### Weltcupsiege
Alle Siege bei Biathlon-Weltcups, getrennt aufgelistet nach Einzel- und Staffelrennen. Durch Anklicken des Symbols im Tabellenkopf sind die Spalten sortierbar.
| Nr. | Datum         | Ort                      | Disziplin   |
| --- | ------------- | ------------------------ | ----------- |
| 1.  | 9. Feb. 2005  | Cesana San Sicario       | Einzel      |
| 2.  | 11. Feb. 2006 | Cesana San Sicario (ws1) | Einzel      |
| 3.  | 25. Feb. 2006 | Cesana San Sicario (ws1) | Massenstart |
| 4.  | 14. Dez. 2006 | Hochfilzen               | Sprint      |
| 5.  | 11. Feb. 2007 | Antholz (ws3)            | Massenstart |
| 6.  | 12. Jan. 2008 | Ruhpolding               | Sprint      |
| 7.  | 13. Jan. 2008 | Ruhpolding               | Verfolgung  |
| 8.  | 18. Jan. 2008 | Antholz                  | Sprint      |
| 9.  | 29. Feb. 2008 | Pyeongchang              | Verfolgung  |
| 10. | 3. Dez. 2008  | Östersund                | Einzel      |
| 11. | 19. März 2009 | Trondheim                | Sprint      |

| Nr. | Datum         | Ort                      | Disziplin     |
| --- | ------------- | ------------------------ | ------------- |
| 1.  | 8. Dez. 2001  | Hochfilzen               | Staffel       |
| 2.  | 16. März 2002 | Lahti                    | Staffel       |
| 3.  | 13. Feb. 2004 | Oberhof (ws2)            | Staffel       |
| 4.  | 11. Dez. 2005 | Hochfilzen               | Staffel       |
| 5.  | 4. Jan. 2006  | Oberhof                  | Staffel       |
| 6.  | 12. Jan. 2006 | Ruhpolding               | Staffel       |
| 7.  | 21. Feb. 2006 | Cesana San Sicario (ws1) | Staffel       |
| 8.  | 12. Feb. 2008 | Östersund (ws4)          | Mixed-Staffel |
| 9.  | 5. Jan. 2011  | Oberhof                  | Staffel       |
| 10. | 23. Jan. 2011 | Antholz                  | Staffel       |

### Weltcupplatzierungen
Die Tabelle zeigt alle Platzierungen (je nach Austragungsjahr einschließlich Olympische Spiele und Weltmeisterschaften).
- 1.–3. Platz: Anzahl der Podiumsplatzierungen
- Top 10: Anzahl der Platzierungen unter den ersten zehn (einschließlich Podium)
- Punkteränge: Anzahl der Platzierungen innerhalb der Punkteränge (einschließlich Podium und Top 10)
- Starts: Anzahl gelaufener Rennen in der jeweiligen Disziplin
- Staffel: inklusive Mixed- und Single-Mixed-Staffeln

| Platzierung | Einzel | Sprint | Verfolgung | Massenstart | Staffel | Gesamt |
| ----------- | ------ | ------ | ---------- | ----------- | ------- | ------ |
| 1. Platz    | 3      | 4      | 2          | 2           | 10      | 21     |
| 2. Platz    | 3      | 7      | 1          | 1           | 8       | 20     |
| 3. Platz    | 2      | 4      | 3          | 2           | 12      | 23     |
| Top 10      | 18     | 48     | 31         | 15          | 41      | 153    |
| Punkteränge | 29     | 82     | 59         | 37          | 41      | 248    |
| Starts      | 33     | 99     | 68         | 39          | 41      | 280    |

## Auszeichnungen
- 2006 – Bayerischer Sportpreis Kategorie „Persönlicher Preis des Bayerischen Ministerpräsidenten“
- 2006 – Deutschlands Sportler des Jahres – 1. Platz
- 2006 – Champion des Jahres
- 2006 – Europas Sportler des Jahres – 3. Platz
- Wahl zum Winterstar 2006 in der Kategorie „Beste Mannschaft“ (mit der Biathlonstaffel) von den Zuschauern des bayerischen Rundfunks und den Lesern der Bild-Zeitung.
- Wahl zum Winterstar 2006 in der Kategorie „Bester männlicher Sportler“ von den Zuschauern des bayerischen Rundfunks und den Lesern der Bild-Zeitung.
- 2011 – Holmenkollen-Medaille[24]

## Sonstiges
Michael Greis trug bei den Wettbewerben stets Kontaktlinsen, ließ aber im Herbst 2008 die Hornhautverkrümmung operativ korrigieren. Von Mitte 2008 bis 2010 war er mit seiner Sportkollegin Kathrin Hitzer liiert.